# Fiskars (ort)

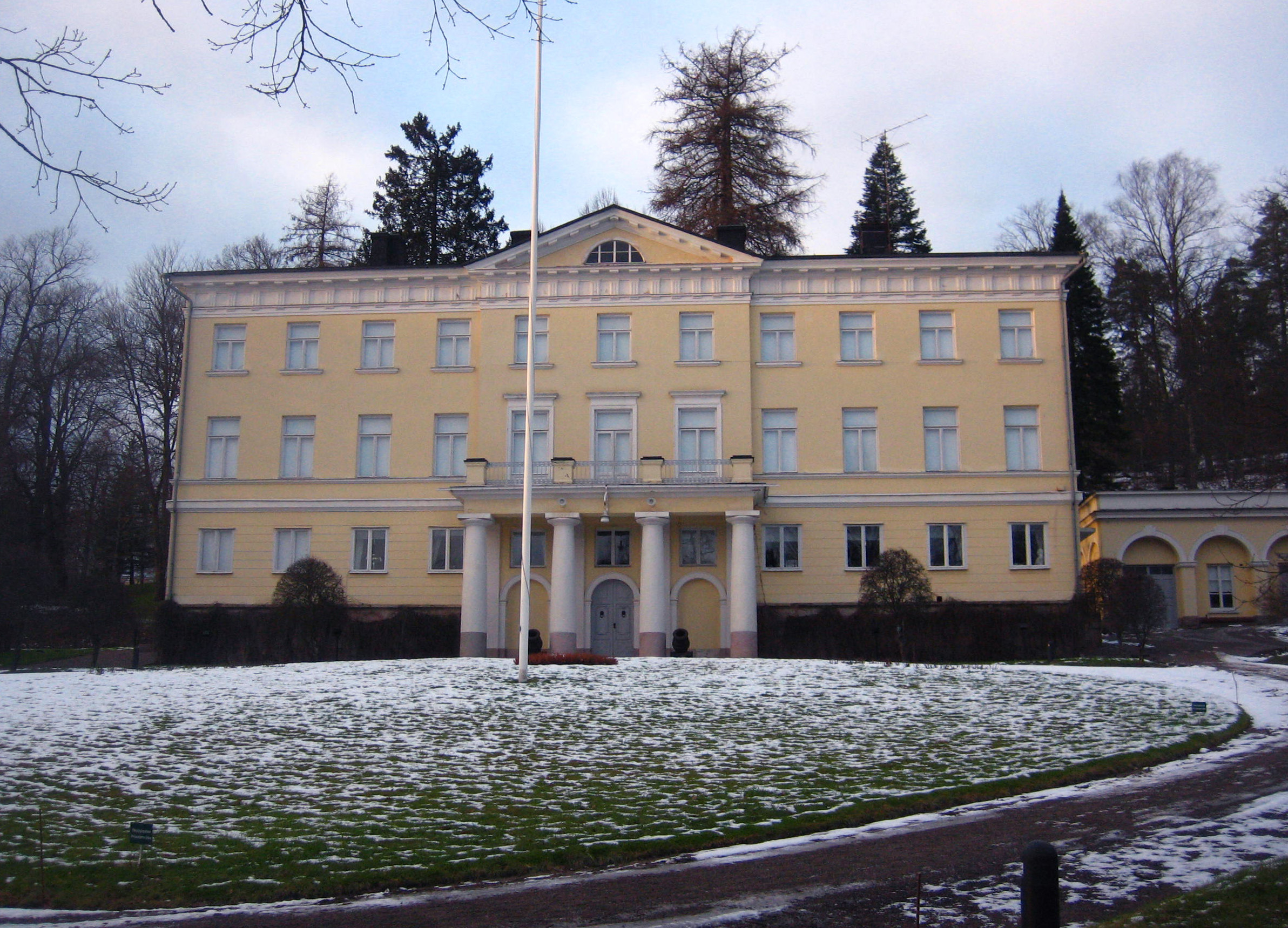
Herrgårdsslottet i Fiskars i december 2006.

Fiskars (finska Fiskari) är en bruksort och stadsdel i Pojo, Raseborgs stad, Finland. Bruksorten är belägen vid Fiskarsån.
Ortens tillkomst är nära förknippad med Fiskars bruk som senare utvecklats till företaget Fiskars. Idag bor det kring 600 personer i Fiskars, men orten är framförallt sommartid en livaktig turistort med hantverk, design och konstverksamhet. Andelslaget hantverkare, formgivare och konstnärer i Fiskars arrangerar omfattande utställningar i bruket året om.
Fiskars hör samman med Pojos övriga bruk till Finlands nationallandskap.

## Historia
Holländaren Peter Thorwöste grundade Fiskars bruk år 1649 sedan han av drottning Kristina fått privilegier att tillverka gjutna och smidda produkter med undantag för kanoner. Samma år fick han tilltånd att anlägga en masugn och en stångjärnshammare vid Fiskarsån. Järnmalmen som behövdes för produktionen i Fiskars fraktades från Utö gruvor i Stockholms skärgård. Merparten av stångjärnet fraktades som sådant från Fiskars tillbaka till huvudstaden Stockholm och såldes på Järntorget i Gamla stan.
På 1700-talet vållade nödåren och stora ofreden stor skada också i Fiskars. I närbelägna Bollstad fanns ett ryskt civil- och militärförvaltningscentrum och 1713 plundrade och förstörde ryssarna bruken i Fiskars. År 1740 hade Fiskars 115 invånare.
På 1750-talet fick bruket än en gång nya ägare när Robert Finlay och John Jennings förvärvade det. Kort därpå avstod Jennings från sin andel medan Finlay fortsatte och utökade verksamheten med förädling av kopparmalm från Orijärvi i Kisko. Finlays era slutade dock med konkurs år 1771 och bruket övergick i B. M. Björkmans ägo. Hans son flyttade till Fiskars eftersom det i fredstraktaten stipulerades att endast i Finland bosatta utlänningar fick äga jord och industrier i landet under autonomins tid. Den tjugoåriga sonens vidlyftiga livsstil ledde dock till att bruket såldes till Johan (Jakob) Julin (1787-1853, adlad von Julin 1849) år 1822.

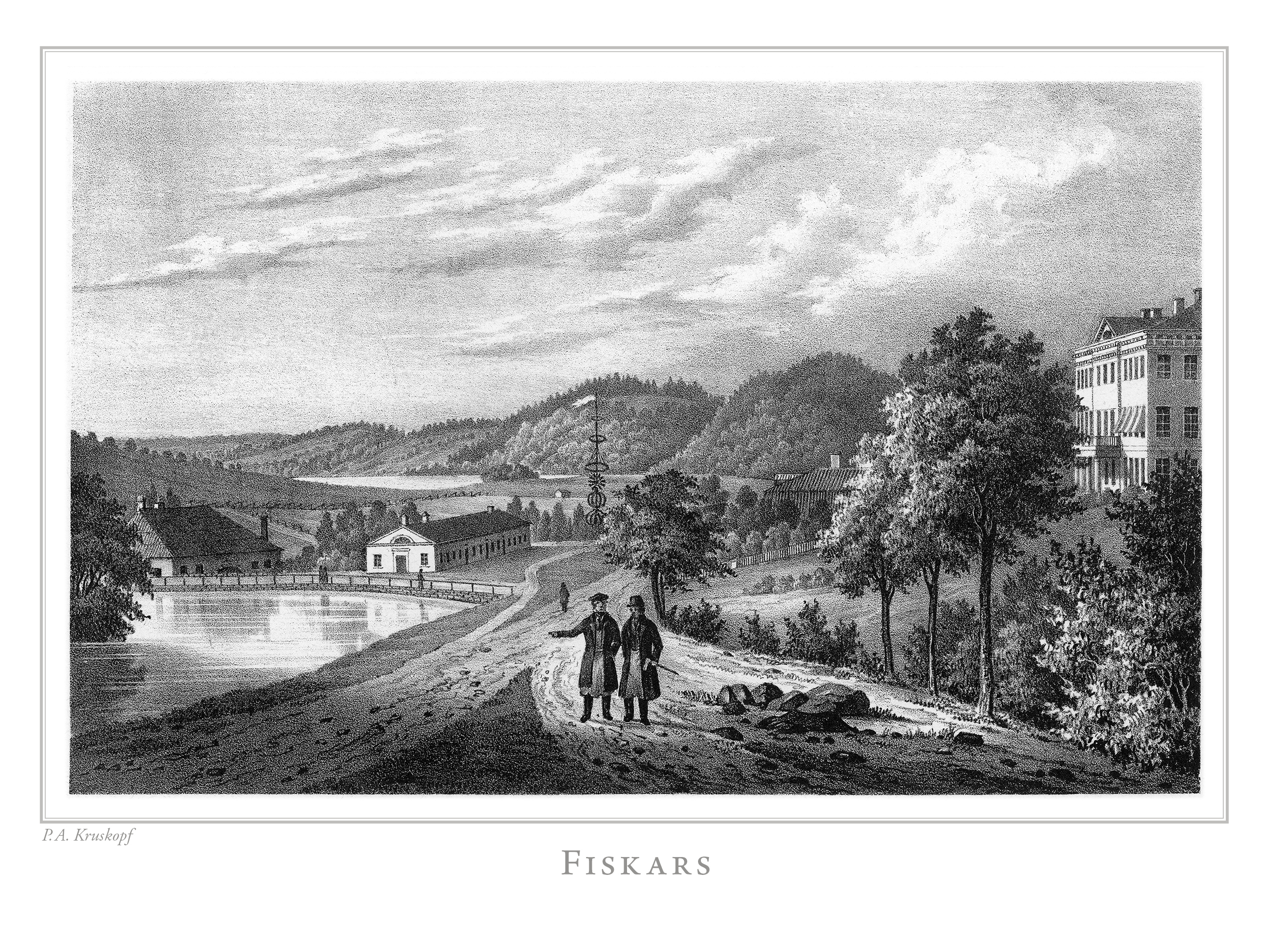
Litografi av Fiskars i Finland framstäldt i teckningar utgiven 1845-1852.

I och med Julins ledarskap inleddes ett viktigt skede i brukets historia. Under hans ledning kom tyngdpunkten i verksamheten att ligga på järnförädling. Julin var en såväl vida berest som framstegsvänlig man och när han köpte Fiskars bruk verkade han som apotekare i Åbo. På hans initiativ grundades bland annat Finlands första finsmedja i Fiskars år 1832 och den första mekaniska verkstaden år 1837. Förutom intresset för utveckling på industrins område var Julin också en banbrytare inom lantbruk, skogsskötsel, hälsovård och utbildning. Om välståndet under Julins era vittnar också det ökande antalet invånare: år 1818 var invånarna 196, år 1823 253 och år 1852 var de redan uppe i 661 personer, av vilka 156 var bruksanställda. 
Julin adlades år 1849 och fick kalla sig John von Julin. Som sitt valspråk antog han något överraskande det finska "Toimi, Totuus ja Toivo", som till svenska kan översättas med Verksamhet, Sanning och Hopp.
Efter Julins frånfälle år 1853 leddes bruket av en förmyndarstyrelse. Fiskars Aktiebolag grundades år 1883. Genom bolagiseringen blev bruket en del av en större helhet, vilket också påverkade utvecklingen.

## Sevärdheter
Fiskars skiljer sig i fråga om arkitektur helt från andra finländska byar. Samhället har byggts på stränderna av Fiskars å, mellan två forsar. Största delen av byggnaderna är från början av 1800-talet och de har ritats av den tidens mest bemärkta finländska arkitekter, däribland Carl Ludvig Engel, Jean Wik, Anders Fredrik Granstedt, Waldemar Aspelin, Charles Bassi och den brittiske arkitekten A. Peel som verkade i Sankt Petersburg. Byns centrum har en stadsmässig prägel med sin ståtliga, närmare tvåhundra år gamla herrgård och sina produktionsanläggningar.
Fiskars har redan befäst sin ställning som utställningsort för högklassigt finländskt hantverk och konstindustri: utställningarna hör till i de mest prestigefyllda årligen återkommande stora evenemangen i Finland.